# John Munro (homme politique canadien)
Pour les articles homonymes, voir John Munro et Munro.
John Carr Munro, né le 16 mars 1931 à Hamilton (Ontario) et mort le 19 août 2003 dans la même ville, est un avocat et un homme politique canadien.

## Biographie
Diplômé en arts et en droit, il est admis au barreau en 1956. Membre du Parti libéral du Canada (PLC), il se présente aux élections de 1957 dans la circonscription de Hamilton-Ouest, mais il est battu. Il est élu pour la première fois à la Chambre des communes en 1962, représentant la circonscription de Hamilton-Est. De 1963 à 1968, il est secrétaire parlementaire de différents ministres du gouvernement de Lester B. Pearson, dont celui de Judy LaMarsh, ministre de la Santé et du Bien-être (1964-1965). C'est à ce titre qu'il appuie le projet de loi sur l'assurance-santé et permet son adoption.

### Membre du gouvernement
En 1968, le premier ministre Pierre Elliott Trudeau le fait entrer au gouvernement. Il y occupe différents portefeuilles : Sport amateur, Santé et Bien-être, Travail. En 1978, il est obligé de démissionner après avoir été accusé d'interférence avec un juge de l'Ontario.
Il retourne au gouvernement en 1980 lorsque Trudeau le nomme ministre des Affaires indiennes et du développement du Nord. Mais en 1981, il est accusé par le Toronto Sun d'avoir bénéficié d'informations privilégiées et de s'être rendu coupable de délit d'initié dans le cadre de l'acquisition de Petrofina Canada par Petro-Canada. L'accusation étant infondée, Munro attaque le journal, qui est condamné à lui payer 75 000 $.

### Fin de carrière
En 1984, Munro est candidat au poste de chef du PLC, mais il n'arrive qu'en sixième position. La même année, il ne se représente pas aux élections fédérales et c'est Sheila Copps qui est élue dans la circonscription de Hamilton-Est.
En 1988, il est candidat dans la circonscription de Lincoln, mais il est battu par la conservatrice Shirley Martin. Aux élections suivantes, en 1993, il ne parvient pas à obtenir la nomination du PLC, qui échoit à Tony Valeri.
Sa campagne au leadership du PLC, en 1984, lui vaut d'être mis en cause pour diverses irrégularités financières. Ces accusations sont abandonnées en 1991, mais Munro est presque ruiné par ses dépenses d'avocat et sa réputation est considérablement entachée. Il attaque le gouvernement en 1992 pour obtenir des réparations. Sept ans plus tard, il obtient 1,4 million de dollars en compensations.
En 2000, il se présente aux élections municipales de Hamilton, mais il termine en quatrième place, avec près de 10 % des voix.

## Hommages
L'aéroport international de Hamilton porte son nom.

## Famille
Sa fille, Susan Munro, a épousé Peter Ittinuar, premier député fédéral inuit.